# 208

## Nașteri
- 1 octombrie: Alexandru Sever, împărat roman din 222 (d. 235)
- Diadumenian, fiul împăratului roman Macrinus (d. 218)

## Decese
- dată necunoscută: Hua Tuo  (n. ?)